# Rifugio Savoia
Das  Rifugio Savoia  ist eine Schutzhütte im Aostatal in den Grajischen Alpen. Sie liegt in einer Höhe von 2534 m an den Laghi di Nivolet, nur unweit der Passhöhe Colle del Nivolet innerhalb der Gemeinde Valsavarenche. Die Hütte wird von Anfang Juni bis Ende September bewirtschaftet und bietet in dieser Zeit 60 Bergsteigern Schlafplätze.
Die Passhöhe Colle del Nivolet trennt das auf Seiten des Piemont liegende Valle dell’Orco vom Valsavarenchetal, einem südlichen Seitental des Aostatals.
Die Schutzhütte liegt innerhalb des Nationalpark Gran Paradiso. Das Rifugio Città di Chivasso ist lediglich 1 km entfernt.

## Aufstieg
Von der valdostanischen Seite aus beginnt der Aufstieg zur Hütte im Ortsteil Pont (1960 m).
Für den gesamten, keinerlei Schwierigkeiten aufweisenden Weg vom großen Parkplatz in Pont bis zum Rifugio Savoia sind ungefähr 2½ Stunden zu veranschlagen.
Vom Piemont aus kann die Hütte vom Rifugio Guido Muzio aus über einen ehemals königlichen Jagdweg (ca. 4 Stunden), während der Sommermonate auch per Auto oder mit dem Bus von Ceresole Reale erreicht werden.

## Tourenmöglichkeiten
Von der Hütte können eine Fülle kleiner Gletscherseen, wie der Lago Rosset und die Laghi Trebecchi erreicht werden.

### Übergänge
- Übergang zur Schutzhütte Rifugio Vittorio Emanuele II – (2735 m)  über den Col di Punta Fourà (3124 m)
- Übergang zur Schutzhütte Rifugio Gian Federico Benevolo – (2285 m) über den Col della Nivoletta (3130 m) oder den Col Rosset (3023 m)
- Übergang nach Rhêmes-Notre-Dame über den Col Rosset (3023 m)
- Übergang nach Rhêmes-Notre-Dame über den Col del Leynir (3084 m)

### Gipfeltouren
Folgende Gipfel können von der Hütte erreicht werden:
- Gran Vaudala – (3272 m)
- Punta Basei – (3338 m)
- Punta di Galisia – (3346 m)
- Punta Fourà – (3411 m)
- Mont Taou Blanc – (3438 m)